# Cap Bouak
Le cap Bouak est un cap algérien situé dans la Wilaya de Béjaïa, au sud-est du cap Carbon et au nord de Béjaïa.
Il fait partie du Parc national de Gouraya.